# Dois Vizinhos
Dois Vizinhos is een gemeente in de Braziliaanse deelstaat Paraná. De gemeente telt 35.707 inwoners (schatting 2009).

## Aangrenzende gemeenten
De gemeente grenst aan Boa Esperança do Iguaçu, Cruzeiro do Iguaçu, Enéas Marques, Salto do Lontra, São Jorge d'Oeste en Verê.